# Cheyenne Kuhn
Cheyenne Kuhn (13 de mayo de 2002) es una deportista de Alemania que compite en atletismo. Ganó una medalla de plata en el Campeonato Europeo de Atletismo Sub-20 de 2021, en la prueba de 4 × 100 m.